# Пендаполи
Пендаполи (грч. Πεντάπολη) је насељено место у општини Емануил Папас у периферији Средишња Македонија, Грчка. Према попису из 2021. године било је 773 становника.
Према бугарском географу и историчару, Василу Канчову, у Пендополију је 1900. године живело 1.120 Грка. 
У селу је био смештен мали број грчких избеглица. На попису из 1928. године Пендаполи је имао 3.102 становника, од чега је 317 избеглица. Село се раније звало Сармусакли